# ホワイトウォーター

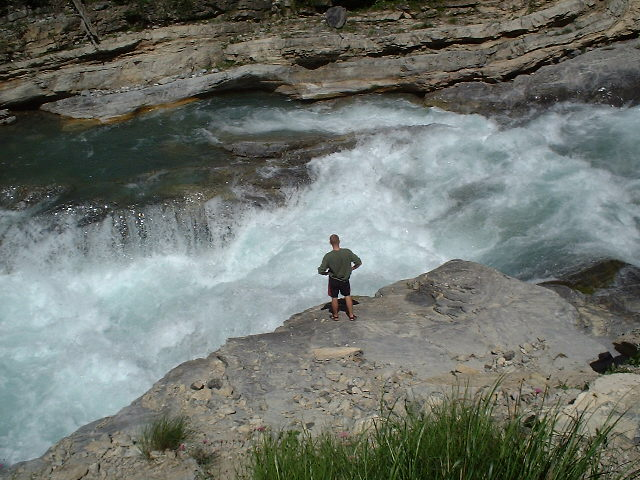
Guil川のホワイトウォーター (フランス南東部、フランス・アルプス）

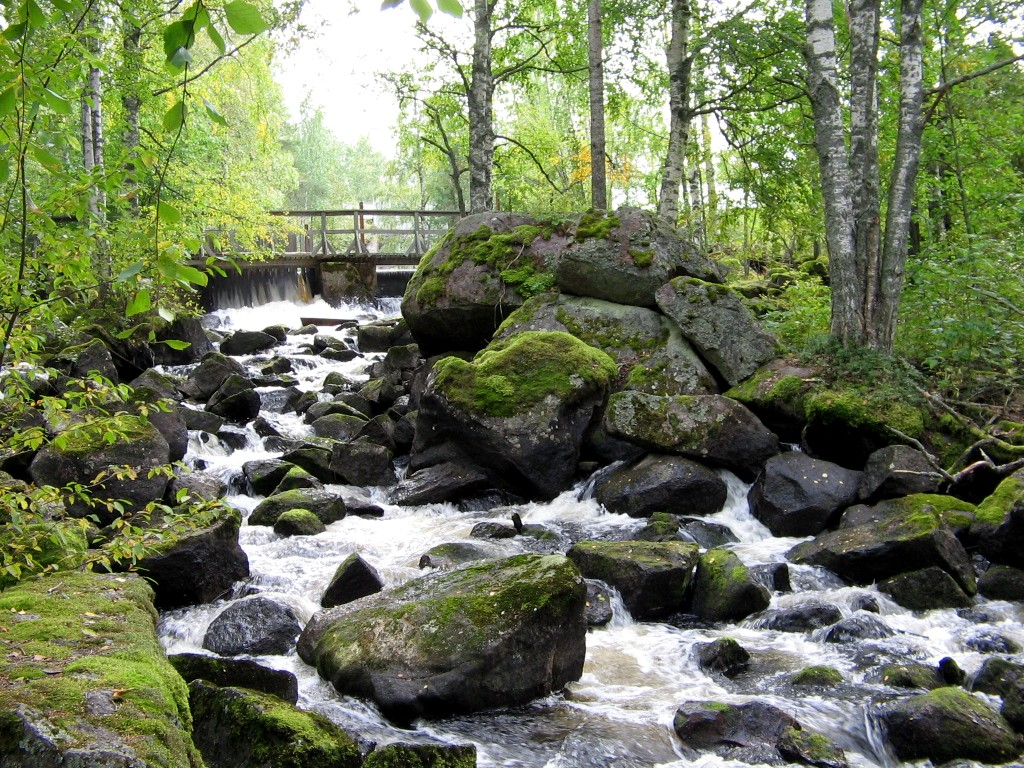
en:Kannonkoski（フィンランド中央部）

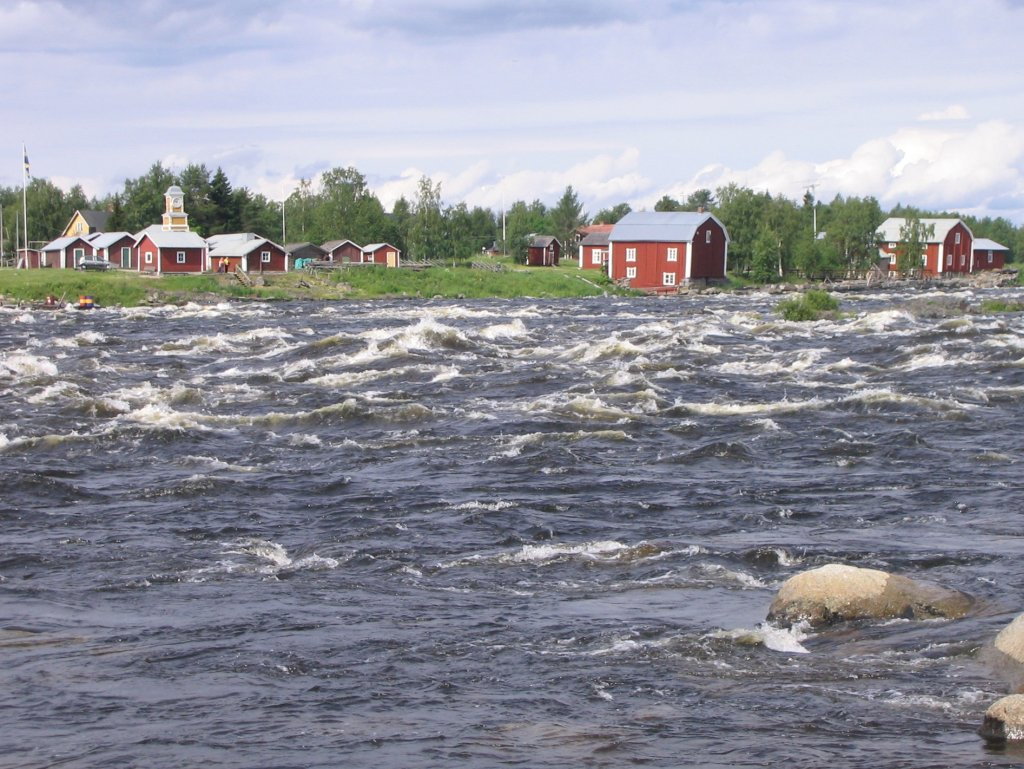
トルネ川の波立つ流れ

ホワイトウォーター（Whitewaterあるいはwhite water）は、川の激流、つまり流れの激しいところを指し、特に白い波が立つような場所を指すための英語（およびそれを音写した日本語）である。日本語でもカヤック競技などにおいてはしばしば用いられる用語である。激しい流れが、岩などの障害物にぶつかる事により波が発生する。
カヤック競技の領域では、岩の下流側にできる波やホール（水の巻き返し）を利用してカヤックをその場所に留まらせ、ボートを立てたり、回転させたりして、その巧みさで点数を競う競技をホワイトウォーター・ロデオ競技と呼ぶ。
| スタブアイコン | サブスタブ | この項目は、まだ閲覧者の調べものの参照としては役立たない、スポーツに関連した書きかけの項目です。この項目を加筆・訂正などしてくださる協力者を求めています（P:スポーツ/PJ:スポーツ）。 |